# پرستون، ساسکس غربی
پرستون (به انگلیسی: East Preston) یک روستا و محله مدنی در بریتانیا است که در Arun واقع شده‌است. پرستون ۲٫۰۰ کیلومتر مربع مساحت و ۵٬۹۳۸ نفر جمعیت دارد.